# 馬森貝格山
47°20′58″N 15°52′30″E / 47.34944°N 15.87500°E

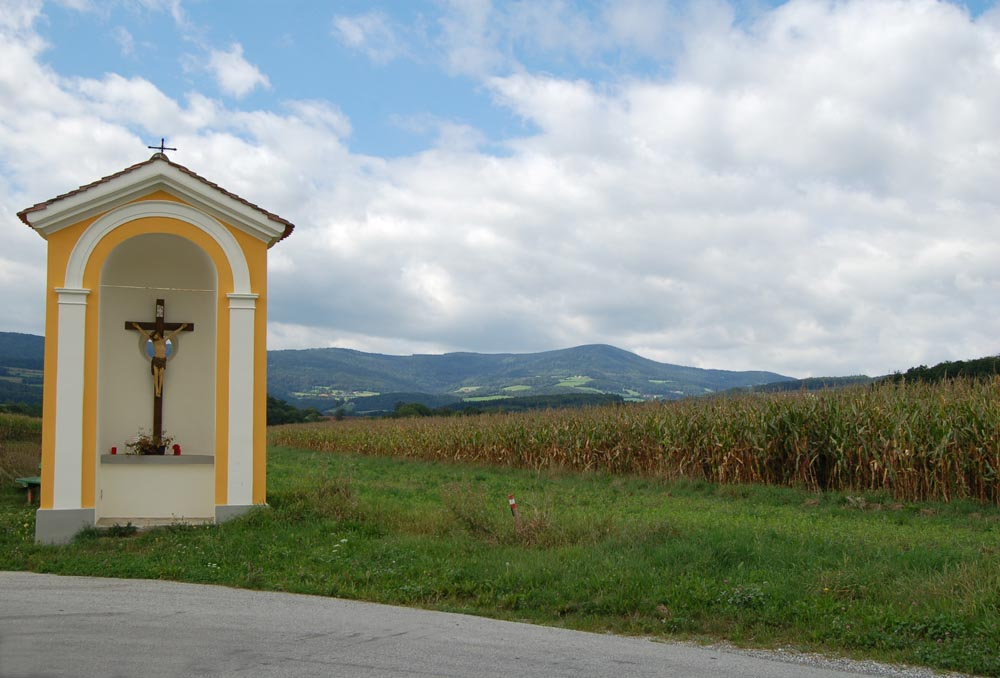

馬森貝格山（德語：Masenberg），是奧地利的山峰，位於該國東南部，由施泰爾馬克州負責管轄，屬於穆爾以東前阿爾卑斯山脈的一部分，距離拉本瓦德科格爾山11.6公里，海拔高度1,261米，每年平均降雨量1,475毫米。